# Luca Luhan

Luca Luhan (2024)

Luca Luhan (* 7. August 2006 in Laguna Beach, Kalifornien) ist ein US-amerikanischer Schauspieler.

## Karriere
Seine ersten schauspielerischen Erfahrungen sammelte Luhan im Alter von zwölf Jahren in dem Kinofilm Annabelle 3 in der Rolle des Anthony, gefolgt von einem weiteren Auftritt in dem Fernsehfilm Less Than Zero im Jahr 2019. Sein Durchbruch kam mit seiner Rolle als Bose O'Brian in der Nickelodeon-Sitcom Danger Force, die von Christopher J. Nowak geschaffen wurde, von 2020 bis 2024 auf Nickelodeon lief und eine Spin-off-Serie von Henry Danger ist.

## Filmografie
- 2019: Annabelle 3 (Kinofilm)
- 2019: Less Than Zero (Fernsehfilm)
- 2019: Adam & Eve (Fernsehfilm)
- 2019–2020: Mixed-ish (Fernsehserie, 6 Folgen)
- 2020: Henry Danger (Fernsehserie, 4 Folgen)
- 2020–2024: Danger Force (Fernsehserie)
- 2022: Side Hustle (Fernsehserie, 1 Folge)